# محمد إمامي كاشاني
محمد إمامي كاشاني (بالفارسية: محمد امامی کاشانی) (3 أكتوبر 1931 - 2 مارس 2024) سياسي وعالم مسلم إيراني، كان عضوًا في مجلس خبراء القيادة وعضوًا في مجلس صيانة الدستور بين عامي 1983 و 1999 في جمهورية إيران الإسلامية، وكان إمام صلاة الجمعة في طهران، كما كان رئيسًا لجامعة الشهيد مطهري في طهران.
وصف إمامي كاشاني تنظيم القاعدة بأنه «الابن غير الشرعي لأمريكا وإسرائيل».
توفي محمد إمامي كاشاني في 2 مارس 2024 إثر أزمة قلبية عن عمر ناهز الثالثة والتسعين.

## وصلات خارجية
- آية الله محمد إمامي كاشاني
- الأعداء لا يرون حقائق إيران، وكالة أنباء فارس